# Adriane Muttenthaler

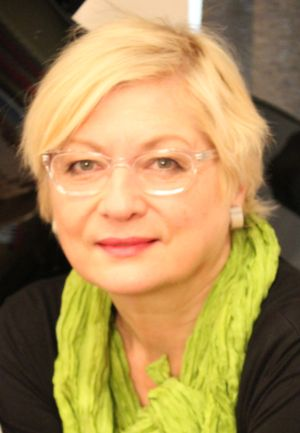
Adriane Muttenthaler

Adriane Muttenthaler (* 7. Oktober 1955 in Hamilton, Kanada) ist eine österreichische Pianistin und Komponistin im Bereich Jazz und zeitgenössische Kammermusik und Malerin.

## Biografie
Muttenthaler wuchs in Österreich auf und besuchte als Kind in Wien die Musikschule Schallinger. Am Gymnasium in Wien schloss sie 1972 die Matura ab. Nach der Matura studierte Muttenthaler zwischen 1973 und 1977 an der Musikhochschule Musikpädagogik und an der Universität Anglistik.
Nach fünf Jahren Unterrichtstätigkeit an einem Wiener Gymnasium studierte Muttenthaler Komposition und Arrangement bei Karl Heinz Czadek an der Jazzabteilung am Konservatorium der Stadt Wien, das sie 1985 abschloss.
Während ihres Studiums gründete Muttenthaler 1983 ihre Band Criss-Cross, zunächst in Quartett-Besetzung (Posaune und Rhythmusgruppe) mit Christian Radovan, Harry Putz und Walther Großrubatscher. Nach ersten Auftritten in Jazzclubs in Wien und den Bundesländern veränderte sie die Quartett-Besetzung in Saxofon und Rhythmusgruppe (Thomas Kugi, Heinrich Werkl, Walther Großrubatscher). Für ein Konzert bei der Woche der Begegnung in Klagenfurt wurde das Quartett zum Sextett erweitert (Karl Fian, Christian Maurer, Klaus Dickbauer, Heinrich Werkl, Fritz Ozmec).
Auf der Suche nach einem speziellen Sound besetzte Muttenthaler das Sextett Criss-Cross schließlich mit drei Saxofonen und Rhythmusgruppe. In der aktuellen Formation von Criss-Cross sind an den Saxofonen Christian Kronreif, Viola Falb und Michael Erian zu hören. Die Rhythmusgruppe ist (neben Muttenthaler) mit Heinrich Werkl und Lukas Aichinger 2besetzt.
Bisher (2025) hat Muttenthaler mit dem Jazzsextett Criss-Cross sieben CDs aufgenommen. Auf der vierten CD Places & Faces wurde das Sextett um ein Streichquartett erweitert. Criss-Cross trat bei namhaften Jazzfestivals weltweit (Mexiko, Israel, Jordanien, Türkei, Serbien, Rumänien, Bulgarien, Ungarn, Kroatien, Slowenien) auf.
Muttenthaler erhielt Kompositionsaufträge von den NÖ Bläsersolisten, Fagott it!, INÖK (Interessensgemeinschaft Niederösterreichischer Komponist*innen) u. a.
Weitere Bands und Projekte Muttenthalers sind das Trio „Chaos, pur!“ (mit Christina Zurbrügg - Stimme, Viola Falb - saxes & b-cl), und das Jazztrio „FMW 3“ (mit Viola Falb und Heinrich Werkl), ihr Duo mit Heinrich Werkl. Daneben war sie an Projekte zur Filmmusik und mit Literatur beteiligt.

### Tätigkeit als Malerin
Als Gegenpol zu ihrer musikalischen Tätigkeit widmet sich Muttenthaler seit Jahren auch der Malerei. Ihre Techniken sind variantenreich und beinhalten das Malen, Spachteln, Schütten, Sprühen oder das Gestalten von Collagen.

## Preise und Auszeichnungen
- Kompositionsförderungspreise der Theodor Körner Stiftung, des Bundeskanzleramtes, des Landes NÖ, sowie der Kulturabteilung der Stadt Wien
- Staatsstipendium für Komposition (1999)
- Anerkennungspreis für Musik des Landes Niederösterreich (2003)

## Diskographie
mit Criss-Cross
- 1993: Asphalt und Neon (Gramola)
- 1997: visions & realities (extraplatte, mit Thomas Kugi, Helmut Strobl, Michael Erian, Heinrich Werkl, Patrice Héral)
- 1999: kaleidoscope (extraplatte)
- 2001: Criss-Cross & strings places & faces (PG-records, mit Stefan Ollerer, Helmut Strobl, Michael Erian, Heinrich Werkl, Emil Krištof, Gert Schubert, Michael Radanovics, Franz Beyer, Melissa Coleman)
- 2006: crazy moon (extraplatte)
- 2009: Ueberrascht (extraplatte)
- 2015: Oasen (Ats-Records)

Weitere Veröffentlichungen
- 1995: Adriane Muttenthaler & Ali Gaggl: Black Cherries (Gramola)
- 2000: klanggesetz. 14 klangbilder zum minderheiten-artikel (extraplatte)

## Ausstellungen
- 2010: Galerie »artpoint 222«, Wien
- 2011: »art-walk« Groß Siegharts, NÖ
- 2011: NÖ Tage der offenen Ateliers
- 2012: NÖ Tage der offenen Ateliers
- 2013: Atelierrundgänge Josefstadt, Wien
- 2013: NÖ Tage der offenen Ateliers
- 2014: Galerie „die ausstellung“, Wien
- 2014: Bezirksmuseum Josefstadt, Wien
- 2015: Atelierrundgänge Josefstadt, Wien
- 2015: NÖ Tage der offenen Ateliers
- 2016: Sechsschimmelgalerie, Wien
- 2016: Schloss Göpfritz/Wild, NÖ
- 2017: Atelierrundgänge Josefstadt, Wien
- 2020: galerie38, Wien CORONart online
- 2020: NÖ Tage der offenen Ateliers